# Marsupella emarginata
Marsupella emarginata ist eine Moosart der Ordnung Jungermanniales. 

## Merkmale
Die Pflanzen werden ein bis fünf Zentimeter hoch und 0,5 bis 2 Millimeter breit. Sie bilden grüne, rotbraune oder schwärzliche Rasen. Die Stämmchen bilden zahlreiche Stolonen. Die Blätter sind kahnförmig, ausgebreitet sind sie abgerundet quadratisch bis kreisrund. Auf einem Fünftel bis Viertel der Blattlänge sind sie eingeschnitten. In der Blattmitte sind die Zellen 13 × 27 Mikrometer groß und besitzen verdickte Enden. Die weiblichen Hüllblätter sind größer als die Blätter. Ein Perianth ist vorhanden. Die Sporen haben einen Durchmesser von 12 Mikrometern. 

## Verbreitung und Standorte
Die Art kommt circumboreal sowie disjunkt auch tropisch-montan im tropischen Afrika, in Mexiko und Kolumbien vor. In Deutschland ist sie die häufigste Art der Gattung und kommt in den Alpen und den Mittelgebirgen verbreitet vor, im Tiefland nur vereinzelt. Sie wächst auf nassen, kalkfreien Felsen und Gesteinen in und an Bächen, nur selten auf Erde.

## Belege
- Jan-Peter Frahm, Wolfgang Frey: Moosflora (= UTB. 1250). 4., neubearbeitete und erweiterte Auflage. Ulmer, Stuttgart 2004, ISBN 3-8252-1250-5.